# Classe St. Louis (1905)
Pour les autres classes de navires du même nom, voir Classe St. Louis.
La classe Saint Louis (1905) fut une classe de croiseur protégé construite pour la marine de guerre américaine au début du XXe siècle.
Elle fut reclassée en croiseur lourd (sauf l'USS Milwaukee).

## Les unités de la classe
| Nom                   | Lancement         | Service effectif | Chantier naval                                                          | Fin de carrière                                                                | Photo |
| --------------------- | ----------------- | ---------------- | ----------------------------------------------------------------------- | ------------------------------------------------------------------------------ | ----- |
| USS St. Louis (C-20)  | 6 mai 1905        | 18 août 1906     | Neafie & Levy de Philadelphie États-Unis                                | vendu pour démolition le 13 août 1930                                          |       |
| USS Milwaukee (C-21)  | 10 septembre 1904 | 6 mars 1907      | Union Iron Works San Francisco États-Unis                               | Naufragé après une tentative de sauvetage du Sous marin USS H3 en Janvier 1917 |       |
| USS Charleston (C-22) | 23 janvier 1904   | 17 octobre 1905  | Chantier naval Northrop Grumman de Newport News Newport News États-Unis | vendu le 6 mars 1930                                                           |       |

## Conception
La classe Saint-Louis est considérée comme une amélioration du croiseur de classe Columbia. Toutefois, durant la phase de conception, des décisions furent prises pour augmenter la taille du navire de 6 000 tonnes à 9 700 tonnes. Pour essayer d'augmenter la vitesse, l'utilisation de plus petits canons de 6 pouces (152 mm) au lieu de 8 pouces (203 mm) fut préconisée. Mais comme l'épaisseur du blindage fut augmentée, une motorisation plus importante fut nécessaire. Le déplacement à 9 700 tonnes de ce croiseur protégé fut identique à celui d'un croiseur cuirassé complet, mais sans le même blindage et armement.

## Histoire
Alors que ses sister-ships connurent une carrière complète et normale d'environ 25 ans, l''USS Milwaukee fut perdu dans des circonstances assez embarrassantes pour l'US Navy : Le sous-marin USS H-3 (également connu comme USS Garfish) s'était échoué le 16 décembre 1916 sur une plage battue par les lames du Pacifique dans le brouillard et les fortes déferlantes de la côte ouest des États-Unis près de la ville d'Eureka (Nord Californie).
La marine américaine lança des appels d'offres pour le déséchouage de ce sous marin: Une très réputée compagnie de sauvetage maritime californienne fit une offre plutôt coûteuse (150 000 dollars de l'époque), tandis que la compagnie Mercer & Fraser, une entreprise locale de bucheronnage et de scierie présentait une offre "low-cost" à seulement 18 000 Dollars , en prévoyant de hâler le sous marin sur un chemin de planches et de rondins pour lui faire franchir le banc de sable de la plage de Samoa Beach et le remettre à flot dans la rade intérieure, offre qui fut jugée peu sérieuse par l'US Navy, laquelle préféra tenter le déséchouage en utilisant le croiseur USS Milwaukee (21000 Chevaux-vapeur) comme un remorqueur surpuissant.
Le métier de patron de remorqueur ne s'improvise pas, surtout à 500 mètres d'une plage battue par d'énormes rouleaux, et un croiseur n'est pas un remorqueur (pourvu d'un croc de remorque positionné au centre de la carène , ce qui le rend manoeuvrable sous traction, et largable instantanément en cas de problème).
Finalement, handicapé par son train de remorque et ses ancres mal mouillées , l'USS Milwaukee (valant 7 millions de dollars - or de 1917) vint rejoindre le USS H3 sur la plage, se cassant en deux à l'échouage et devenant perte totale, vendu pour la ferraille en 1919 après récupération des canons et des équipements militaires.
Le sous marin fut finalement sauveté par les bûcherons de la Mercer Fraser, pour les 18000 dollars annoncés, avec pour cette compagnie le bonus d'un contrat pour la construction d'une estacade et d'une ligne de chemin de fer temporaire pour faciliter le ferraillage in situ de l'infortuné USS Milwaukee.

## Caractéristiques générales
- Déplacement : 9 856 tonnes (pleine charge)
- Longueur : 129,90 m
- Largeur : 20,10 m
- Tirant d'eau : 7,57 m
- Rayon d'action : 4 500 miles à 10 nœuds
- Propulsion : 2 hélices (16 chaudières Babcok & Wilcox)
- Combustible : 1 650 à 1 700 tonnes de charbon
- Équipage : 673 hommes
- Blindage : pont = 51 à 76 mm
ceinture = 102 mm
casemate = 102 mm
kiosque = 127 mm